# Franz Neger (Nachrichtensprecher)
Franz Neger (* 27. Oktober 1964 in Graz) ist ein österreichischer Reporter und Fernsehmoderator. Seit 1989 arbeitet er als Reporter für den ORF Steiermark und seit 2002 moderiert er die Sendung Steiermark heute.

## Leben
Franz Neger wurde am 27. Oktober 1964 in Graz geboren und wuchs auf einem kleinen Bauernhof in Otternitz (vulgo Amtmann Hansl) zusammen mit vier jüngeren Brüdern auf. Neger besuchte die Volksschule in Gleinstätten und anschließend das Bischöfliche Gymnasium Graz.
Nach einem abgeschlossenen Theologiestudium arbeitete er als Assistent im Institut für Kirchengeschichte und absolvierte parallel dazu einen medienkundlichen Lehrgang. Seine Abschlussarbeit war ein Radiobeitrag über die ÖH-Wahlen des Jahres 1988, welcher tatsächlich ausgestrahlt wurde. Folglich wurde Neger vom damaligen Chefredakteur Günther Ziesel angerufen, welcher ihm eine Stelle beim ORF anbot, die Neger annahm. Dort arbeitete er fortan als Journalist und seit 2002 als Steiermark-heute-Moderator.
Zwischen 1991 und 1996 reiste er häufig für den ORF durch das ehemalige Jugoslawien, insbesondere nach Slowenien, Kroatien und Bosnien-Herzegowina.
Als besonders prägendes Ereignis beschreibt Neger das Grubenunglück von Lassing im Jahr 1998, bei dem er drei Wochen lang im Dauereinsatz für Steiermark heute und die Zeit im Bild war.
2015 gestaltete Neger eine 31-teilige Dokumentation über den Zweiten Weltkrieg, für die er mit Zeitzeugen zusammenarbeitete. Außerdem präsentierte er innerhalb von Steiermark heute die Serie Zeitreise.

## Privates
Franz Neger hat eine Frau und zwei Töchter. Er lebt nach eigener Aussage vegetarisch.